# 1564 Srbija
Az 1564 Srbija (ideiglenes jelöléssel 1936 TB) a Naprendszer kisbolygóövében található aszteroida. Milorad B. Protić fedezte fel 1936. október 15-én.